# Климово (Лихославльский район)
Климово — деревня в Лихославльском районе Тверской области.

## География
Находится в центральной части Тверской области на расстоянии приблизительно 30 км на север-северо-восток по прямой от районного центра города Лихославль на левом берегу Медведицы.

## История
Деревня была отмечена ещё на карте Менде, состояние местности на которой соответствует 1848 году. В 1859 году здесь (казенная деревня Бежецкого уезда) было учтено 17 дворов. На карте 1941 года отмечена как поселение с 52 дворами. До 2021 деревня входила в Толмачёвское сельское поселение Лихославльского района до его упразднения.

## Население
Численность населения: 116 человек (1859 год), 40 (русские 35 %, карелы 62 %) в 2002 году, 26 в 2010.